# Эйлифсен, Мортен
Мортен Эйлифсен (норв. Morten Eilifsen; род. 6 января 1984, Норвегия) — норвежский лыжник, победитель этапа Кубка мира. Специализируется в дистанционных гонках.

## Карьера
В Кубке мира Эйлифсен дебютировал в 2016 году, в феврале 2008 года одержал единственную в карьере победу на этапе Кубка мира, в эстафете. Кроме этого, на сегодняшний день, имеет на своём счету 2 попадания в тройку лучших на этапах Кубка мира, оба так же в эстафетах, в личных гонках не поднимался выше 9-го места. Лучшим достижением Эйлифсена в общем итоговом зачёте Кубка мира является 72-е место в сезоне 2007/08.
За свою карьеру в чемпионатах мира, и Олимпийских играх участия не принимал. Неоднократно побеждал на чемпионатах Норвегии.
Использует лыжи производства фирмы Fischer.